# Synallaxe à queue noire
Pseudasthenes humicola
Espèce
Statut de conservation UICN

 LC  : Préoccupation mineure
Le Synallaxe à queue noire (Pseudasthenes humicola) est une espèce de passereaux de la famille des Furnariidae.

## Répartition
Cet oiseau vit au Chili.

## Liste des sous-espèces
D'après le Congrès ornithologique international, cette espèce est constituée des trois sous-espèces suivantes :
- Pseudasthenes humicola goodalli (Marin, Kiff & Pena, 1989)
- Pseudasthenes humicola humicola (Kittlitz, 1830)
- Pseudasthenes humicola polysticta (Hellmayr, 1925)